# Der Schneemann
Der Schneemann (polski tytuł Bałwanek) – niemiecki kolorowy (Agfacolor) krótkometrażowy film animowany z 1944 w reżyserii Hansa Fischerkoesena, na podstawie scenariusza Horsta von Möllendorffa.

## Fabuła
Na zaśnieżonym miejskim rynku stoi bałwanek z miotłą, marchewką i kapeluszem na którego pada śnieg, tworząc na nim kształt serca. Bałwanek budzi się i zaczyna żonglować kulkami śniegu, które następnie chowa do swojego kapelusza. Pojawia się pies który szczeka na bałwanka a następnie goni go odgryzając mu kawałek siedzenia. Pies rzuca śnieżynką w bałwanka, ale to tylko wypełnia brakującą część. W końcu pies trafiony przez bałwanka kulkami śniegu wystrzelonymi z kapelusza odchodzi. Bałwanek podchodzi do zamarzniętego jeziora, rzuca na nie dwa sople i zaczyna jeździć na nich po lodzie, ale lód się pod nim urywa i wpada do wody – wychodzi z niej mocno stopiony zataczając się. Jednakże, spadając ze wzgórza i tocząc się po śniegu, bałwanek odzyskuje swój pierwotny kształt. Wraz z nastaniem nocy bałwanek zasypia. Królik próbuje ukraść jego marchewkowy nos, ale bałwanek mu to uniemożliwia. Rano wstaje, wchodzi do domu i znajduje kalendarz na ścianie, w którym widzi miesiąc lipiec i pragnie zobaczyć go na własne oczy. W tym celu wchodzi do lodówki, aby mógł dotrwać do lata. W czasie gdy bałwanek śpi w lodówce słońce sprawia, że śnieg topi się i przyroda ożywa. Bałwanek budzi się w lipcu z siedzeniem przymarzniętym do wnętrza lodówki. Reguluje termostat i czeka po czym opuszcza „w całości” lodówkę i patrzy przez okno szukając oznak lata. Widząc że lato już nastało, bierze swoją miotłę i wychodzi szczęśliwy na zewnątrz podskakując radośnie na polu pełnym kolorowych kwiatów które wącha napawając się ich zapachem.
Radując się latem bałwanek topi się pod wpływem ciepła słońca. Zaczyna śpiewać „To jest lato mojego życia” i zamienia się w wodę. Królikowi obserwującemu topiącego się bałwanka zrobiło się smutno, podczas gdy dzieci królika wskoczyły do kapelusza bałwanka. Królik podnosi marchewkę bałwanka i bierze z niej kęs.

## Recenzje
Film Hansa Fischerkoesena zebrał pozytywne recenzje: 

Nowoczesna, wesoła i pomysłowa bajka o bałwanku, który kiedyś chciał przeżyć lato. Po wielu tragikomicznych zimowych przeżyciach czekał na lipiec w lodówce. Teraz pogrąża się w niezapomnianym letnim blasku. Jeśli spełnienie jego marzeń mogło oznaczać tylko odrobinę szczęścia, było warto! I z radosną pieśnią na ustach jego serce rozpływa się z błogością – a wraz z nim bałwanek.